# Saint-Côme (Quebec)
Saint-Côme (AFI: /sɛ̃kom/), antiguamente Varennes, es un municipio perteneciente a la provincia de Quebec en Canadá. Forma parte del municipio regional de condado (MRC) de Matawinie en la región administrativa de Lanaudière.

## Geografía
Limita al noroeste con Saint-Guillaume-Nord, al noreste con Sainte-Émélie-de-l’Énergie, al sureste con Sainte-Béatrix y Saint-Alphonse-Rodriguez, al suroeste con Chertsey y al oeste con Notre-Dame-de-la-Merci. Su superficie total es de 169,45 km², de los cuales 163,75 km² son tierra firme. El río L'Assomption atraviesa el territorio del norte al sur.

## Urbanismo
La ruta regional 347 (antiguamente 43) une Saint-Côme por la ruta Versailles a Notre-Dame-de-la-Merci al oeste y, por la ruta de Ste-Émélie, a Sainte-Émélide-de-l'Énergie al este. La ruta 343 (antiguamente 48) se dirige hacia Saint-Alphonse-Rodriguez al sur. La route de la Ferme une el pueblo de Saint-Côme al parque nacional de Mont-Tremblant al norte.

## Historia
Los primeros habitantes, Acadianos y irlandeses de Saint-Jacques-de-l'Achigan, se establecieron en la parte norte del cantón de Cathcart. La calidad de los suelos permitió el desarrollo de la localidad entonces llamada Varennes. La parroquia católica de Saint-Côme, honrando san Cosme, hermano de san Damián, honrando por el pueblo vecino de Saint-Damien, fue creada en 1868. El municipio de parroquia de Saint-Côme fue instituyido en 1873. El municipio de parroquia cambió su estatus para el de municipio en 2016.

## Política
Saint-Côme es un municipio que forma parte del MRC de Matawinie. El consejo municipal se compone del alcalde y de seis consejeros sin división territorial. El alcalde actual (2016) es Martin Bordeleau, que sucedió a Jocelyn Breault en 2013.
|            | 2005-2009                                                                                      | 2009-2013                       | 2013-2017                                                                                                   |
| Alcalde    | Jocelyn Breault                                                                                | Jocelyn Breault                 | Martin Bordeleau                                                                                            |
| Consejeros | Alain Bordeleau Martin Bordeleau François Chevrier Gilles Gauthier Raynald Lavoie Line Richard | Alain Bordeleau Gilles Gauthier | François Chevrier# Guy Laverdière# Manon Pagette# Jean-Pierre Picard# Marie-Claude Thériault# Michel Venne# |

* Consejero al inicio del mandato pero no al fin.  ** Consejero al fin del mandato pero no al inicio. # En el partido del alcalde.
El territorio de Saint-Côme está ubicado en la circunscripción electoral de Berthier a nivel provincial y de Montcalm a nivel federal.

## Demografía
Según el censo de Canadá de 2011, Saint-Côme contaba con 2198 habitantes. La densidad de población estaba de 13,5 hab./km². Entre 2006 y 2011 habría amado un aumento de 37 habitantes (1,7 %). En 2011, el número total de inmuebles particulares era de 2047, de los cuales 1048 estaban ocupados por residentes habituales, otros siendo desocupados o residencias secundarias.
Evolución de la población total, 1991-2016